# Sankt Georgen an der Gusen
Sankt Georgen an der Gusen település Ausztriában, Felső-Ausztria tartományban, a Pergi járásban. Tengerszint feletti magassága 262 méter, területe 7,12 km².

## Elhelyezkedése
Sankt Georgen an der Gusen Engerwitzdorf, Katsdorf, Ried in der Riedmark, Langenstein és Luftenberg an der Donau településekkel határos.

## Népesség
| 2016 | 3 916 |
| 2018 | 4 119 |